# George Young (attore)
George Young (Londra, 29 febbraio 1980) è un attore, scrittore e conduttore televisivo inglese.

## Biografia
Primogenito di quattro fratelli, Young è nato il giorno bisestile del 1980 a Londra, in Inghilterra, da padre cinese-malese e madre greco-cipriota. Ha studiato al Winchester College e proseguì gli studi in recitazione a New York, prima di conseguire la laurea in psicologia presso l'Università di Southampton e una laurea in giurisprudenza presso l'Università di Westminster. Sebbene abbia completato il tirocinio di avvocato in uno studio legale a Londra, e sia un avvocato pienamente qualificato per la Corte Suprema di Inghilterra e Galles, vi ha rinunciato per coltivare l'amore per la recitazione.

### Carriera
Young ha debuttato nel mondo dello spettacolo, apparendo in Casualty della BBC e nel film di Bollywood Jhootha Hi Sahi. Dopo aver girato diversi spot televisivi a Taiwan e in Thailandia e un video musicale con Ariel Lin, Young è apparso su Travel and Living Channel (TLC), insieme a Janet Hsieh nello show Fun Taiwan. Nel 2011, ha partecipato a Million Dollar Money Drop: Singapore Edition, che ha debuttato in occasione del National Day su MediaCorp Channel 5. Nello stesso anno, Young ha recitato nella seconda stagione di The Pupil, che ha debuttato il 18 agosto 2011. Dopo aver studiato mandarino per meno di un anno, Young ha recitato in due drammi Mediacorp in lingua mandarina: Yours Fatefully e Joys of Life, per MediaCorp Channel 8.
Nel 2015, Young ha recitato nella sua prima serie televisiva statunitense, interpretando il dottor Victor Cannerts in Containment. La serie ha debuttato negli Stati Uniti il 19 aprile 2016 su The CW. Nel 2016, Young e sua moglie Janet Hsieh sono coautori del libro "Starting at The End". Nel libro condividono le loro storie, a volte contrastanti, su come si sono incontrati e il loro viaggio di cinquanta giorni attraverso il Texas, l'Argentina e il loro matrimonio in Antartide.
Nel 2018, Young ha scritto, diretto e recitato al fianco di sua moglie Janet Hsieh in un cortometraggio sull'autismo intitolato Home, il quale ha avuto una nomination come miglior film ai Los Angeles Film Awards del 2018. Nel 2018, ai Best Shorts Festival, Young ha ricevuto l'Humanitarian Award of Distinction e l'Award of Excellence for Disability Issues. Da allora Home è stato distribuito su Amazon.  Nel 2019, Young ha partecipato al film Malignant di James Wan come protagonista maschile, il detective Kekoa Shaw. Il film è uscito nel 2021. Young è rappresentato a Singapore da Fly Entertainment e Agency for the Performing Arts (APA) negli Stati Uniti.

### Vita privata
Nel 2015, Young ha sposato la conduttrice televisiva Janet Hsieh. Hanno due figli, uno nato nel 2017 e l'altro nel 2021.

## Filantropia
Nel 2012 e nel 2013, Young ha collaborato con Kiehl's per raccogliere fondi e sensibilizzare la società sull'autismo. Young è il maggiore di quattro fratelli, due dei quali sono autistici; aumentare la consapevolezza dell'autismo e raccogliere fondi per sostenere le persone con autismo è una causa che sente fortemente. "Le persone con autismo sono proprio questo: le persone prima di tutto, con una condizione che è l'autismo. Hanno hobby, amori, passioni, ma tutto è bloccato nella condizione dell'autismo. Al momento non esiste una cura per l'autismo, ma con i trattamenti in tenera età, il loro potenziale di pensiero può essere sbloccato". Oltre alle opere di beneficenza, Young ha anche condotto due campagne giovanili finanziate dal governo: la campagna anti-droga Dance Works! 2012, sponsorizzata dal Central Narcotics Bureau di Singapore, e dall'Health Promotion Board nella campagna Bounce Back Stronger di Singapore per la resilienza dei giovani.

## Filmografia

### Cinema
- Jhootha Hi Sahi, regia di Abbas Tyrewala (2010)
- Shyguys (2013)
- Love...and Other Bad Habits, regia di Lee Thean-jeen (2013)
- Final Recipe, regia di Gina Kim (2013)
- In the Room, regia di Eric Khoo (2016)
- Home - cortometraggio (2018)
- The Visit - cortometraggio (2018)
- A Bread Factory, regia di Patrick Wang (2018)
- Malignant (2021)
- Falling for Christmas, regia di Janeen Damian (2022)

### Televisione
- High 5 Basketball (2016)
- Containment (2016)
- Grace (TV series) (2014)
- Mata Mata (TV series) (2013)
- Spouse For House (2013)
- Artographer (TV series) (2013)
- History Alive! (TV series) (2013)
- The Journey: A Voyage (2013)
- The Dream Makers (2013)
- Get Social (2013)
- 96°C Café (2013)
- Joys of Life (2012)
- Yours Fatefully (2012)
- artBITES (2011−2012)
- Lunch Crunch (TV Series) (2011)
- The Pupil (2011)
- Million Dollar Money Drop: Singapore Edition (2011)
- The Brian Jackson Show (2009)
- Casualty (2008)

## Riconoscimenti
- LA Film Awards 2018, per Home (cortometraggio)
- Best Shorts Competition 2018, per Home (cortometraggio)
- Asian Television Award 2015, per la miniserie Grace
- ELLE Award 2012
- ELLE Award 2011, per Breakout Star of the Year
- Cosmopolitan Singapore's Fearless Male Award 2011
- Her World Singapore magazine's Sexiest Local Man 2012